# Lisette Thöne
Lisette-Josefine Thöne (Neuss, 2 marzo 1988) è una bobbista ed ex lunghista tedesca.

## Biografia

### Gli inizi nell'atletica
Prima di dedicarsi al bob, Lisette Thöne ha praticato l'atletica leggera a livello nazionale juniores e under 23; gareggiò infatti nel salto in lungo ai campionati nazionali juniores del 2006 e del 2007 e a diverse edizioni dei campionati tedeschi under 23 dal 2004 al 2008.

### Il passaggio al bob
Compete professionalmente nel bob dal 2010 come frenatrice per la squadra nazionale tedesca. Debuttò in Coppa Europa a novembre 2010 ed esordì in Coppa del Mondo nella stagione 2011/12, il 2 dicembre 2011 a Innsbruck, occasione in cui ottenne anche il suo primo podio nonché la sua prima vittoria, imponendosi nel bob a due in coppia con Anja Schneiderheinze.
Ai Giochi olimpici invernali di Soči 2014 e di Pyeongchang 2018 fu presente come riserva ma non prese parte alle competizioni.
Partecipò a tre edizioni dei campionati mondiali vincendo la medaglia d'oro nella competizione a squadre a Winterberg 2015, partecipando nella frazione del bob a due femminile in coppia con Cathleen Martini; detiene quale miglior piazzamento nel bob a due il quinto posto, ottenuto nella rassegna iridata di Sankt Moritz 2013. Agli europei ha vinto il bronzo a Sigulda 2020 con Stephanie Schneider.
Ha inoltre vinto un titolo nazionale nel bob a due (2015).

## Palmarès

### Mondiali
- 1 medaglia:
  - 1 oro (gara a squadre a Winterberg 2015).

### Europei
- 1 medaglia:
  - 1 bronzo (bob a due a Sigulda 2020).

### Coppa del Mondo
- 7 podi (6 nel bob a due, 1 nelle gare a squadre):
  - 2 vittorie (nel bob a due);
  - 4 secondi posti (3 nel bob a due, 1 nelle gare a squadre).
  - 1 terzo posto (nel bob a due);

#### Coppa del Mondo - vittorie
| Data            | Luogo        | Paese    | Disciplina                              |
| --------------- | ------------ | -------- | --------------------------------------- |
| 2 dicembre 2011 | Innsbruck    | Austria  | a due con Anja Schneiderheinze (pilota) |
| 20 gennaio 2012 | Sankt Moritz | Svizzera | a due con Anja Schneiderheinze (pilota) |

### Campionati tedeschi
- 1 medaglia:
  - 1 oro (bob a due a Winterberg 2015[1]).

### Circuiti minori

#### Coppa Europa
- 4 podi (tutti nel bob a due):
  - 2 vittorie;
  - 2 secondi posti.

#### Coppa Nordamericana
- 1 podio (nel bob a due):
  - 1 vittoria.